# Mieders
Mieders é um município da Áustria, situado no distrito de Innsbruck-Land, no estado do Tirol. Tem 16,53 km² de área e sua população em 2019 foi estimada em 1.884 habitantes.